# Hyptis tacianae
Hyptis tacianae là một loài thực vật có hoa trong họ Hoa môi. Loài này được Harley mô tả khoa học đầu tiên năm 2006.